# Ochthebius dilatatus
Ochthebius dilatatus är en skalbaggsart som beskrevs av Stephens 1829. Ochthebius dilatatus ingår i släktet Ochthebius och familjen vattenbrynsbaggar. Arten är reproducerande i Sverige. Inga underarter finns listade i Catalogue of Life.